# Armand Heins
Pour les articles homonymes, voir Heins.
Armand Heins, né à Gand le 1er août 1856 et mort dans la même ville le 25 décembre 1938, est un peintre, graveur, dessinateur, illustrateur et aquafortiste belge.

## Biographie

### Famille
Armand (Armandus Joannes Maria) Heins, né rue du Brabant à Gand le 1er août 1856, est le fils de Jean Nicolas Heins (1823-1908), imprimeur d'art et lithographe, et de Thérèse Jeanne Demaertelaere (1816). Son oncle maternel est le peintre Louis Demaertelaere (1819-1864). Son frère aîné, Julien Heins (1855-1910), est compositeur et son frère cadet Maurice Heins (1860-1936) avocat et auteur d'ouvrages relatifs à l'histoire de Gand.

### Formation
Tout en travaillant dans l'atelier paternel, Armand Heins est, de 1869 à 1879, étudiant à l'Académie des beaux-arts de Gand et l'élève de Théodore Canneel. En 1876, son talent est remarqué par la revue française L'Illustration, où il publie une planche intitulée La Pacification de Gand. Grâce à l'obtention du premier prix en dessin d'après le modèle vivant, il obtient une bourse de l'Académie de Gand en 1879, et peut parfaire sa formation en voyageant à Paris, en Italie et aux Pays-Bas. En 1880, Camille Lemonnier lui confie la réalisation de 31 illustrations de La Belgique illustrée.
Gravant sur pierre dès 1875, il essaie plus tard de réaliser des eaux-fortes, sans bénéficier d'une formation comme aquafortiste. Vers 1884, cependant, il parvient à atteindre un niveau suffisant et devient membre effectif de la Société des Aquafortistes belges, de même que de la Société Nationale des Aquarellistes et Pastellistes de Belgique.

### Carrière

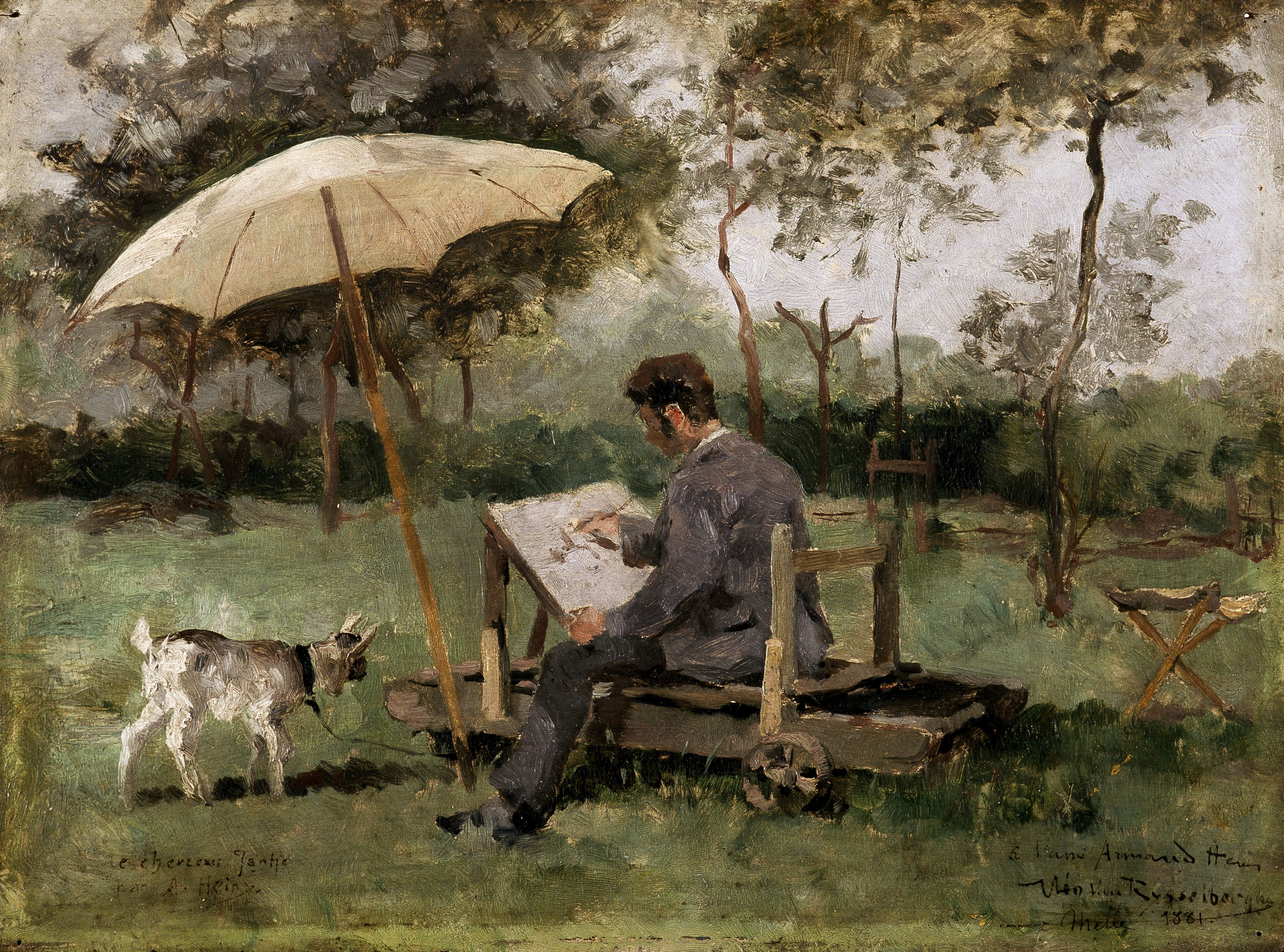
Portrait d'Armand Heins par Théo Van Rysselberghe (1881), Musée des Beaux-Arts de Gand.

Dans les années 1880, Armand Heins effectue de nombreux voyages aux Pays-Bas, tout en représentant les sites belges de Flandre, du littoral et de l'Ardenne. Il s'implique très activement dans la vie culturelle gantoise et illustre plusieurs albums représentant les cortèges historiques de la ville. Ses lithographies sont publiées dans plusieurs revues telles que Le Globe. En 1902, il envoie des œuvres à l'Exposition Internationale des Arts décoratifs modernes de Turin.
Armand Heins, féru d'histoire, devient membre du conseil d'administration du Cercle historique et archéologique de Gand, dès sa fondation en 1893. Il y joue un rôle majeur au sujet de la conservation des monuments historiques et de l'urbanisation de la ville.
La mort de son père en 1908, signifie pour Armand Heins la fin de ses activités dans l'atelier familial. Au début de la Première Guerre mondiale, il s'installe à Laethem-Saint-Martin. Son activité et son enthousiasme déclinent et ses publications se raréfient. En 1929, il revient vivre dans la maison de ses défunts parents, où il meurt, à l'âge de 82 ans, le 25 décembre 1938.

## Œuvre

### Caractéristiques
Armand Heins grave et peint des paysages, des animaux, des fermes, des portraits et des vues de villes. Plus de 200 gravures sont répertoriées en 1915 par Paul Bergmans, bibliothécaire en chef de l'Université de Gand.

### Collections muséales
Des œuvres d'Armand Heins sont conservées au Musée des Beaux-Arts de Gand, au Béguinage d'Alost et au Rijksmuseum Amsterdam.

### Galeries

#### Peintures conservées au Musée des Beaux-Arts de Gand

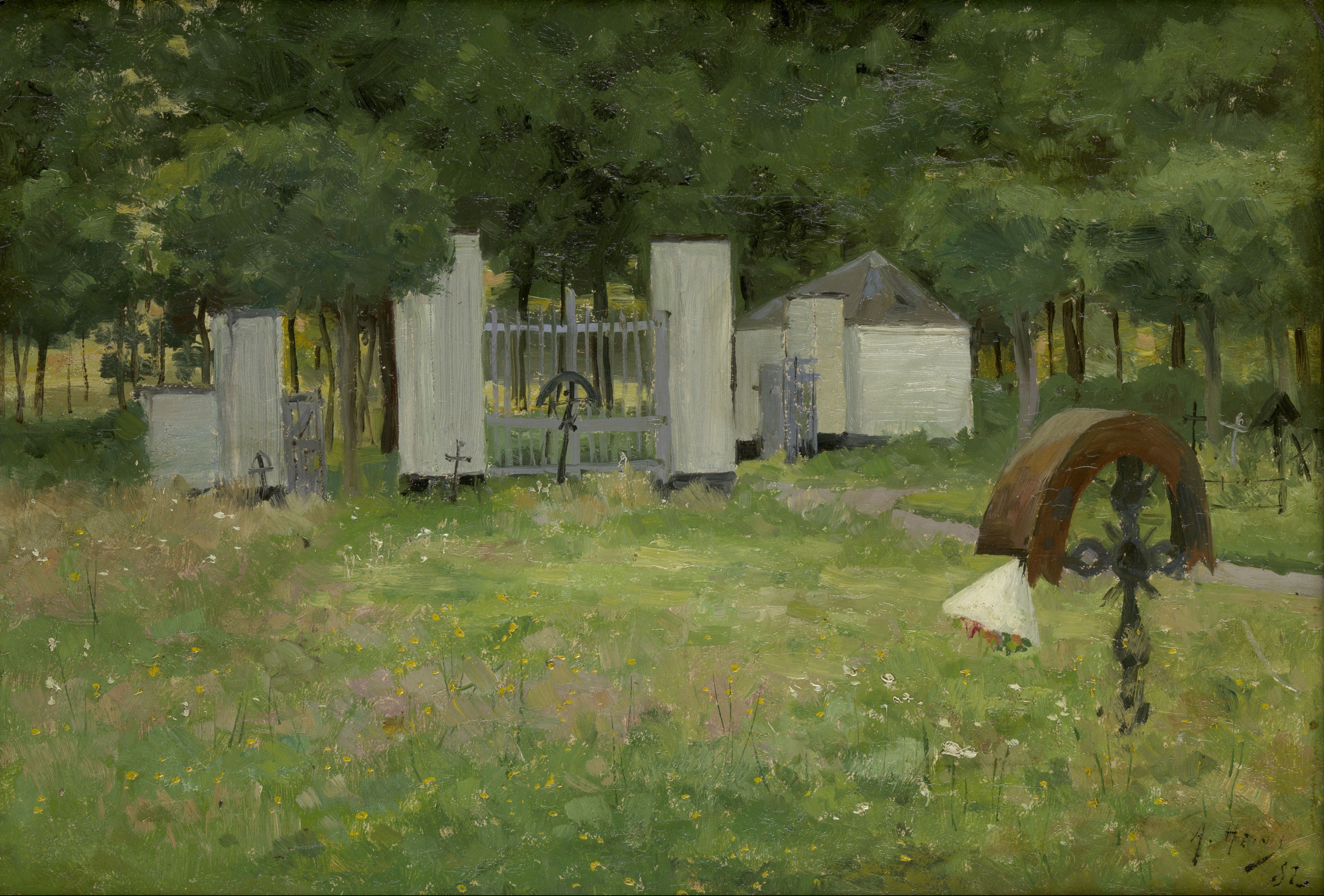
Le Vieux cimetière de Wondelgem à Gand (1881).
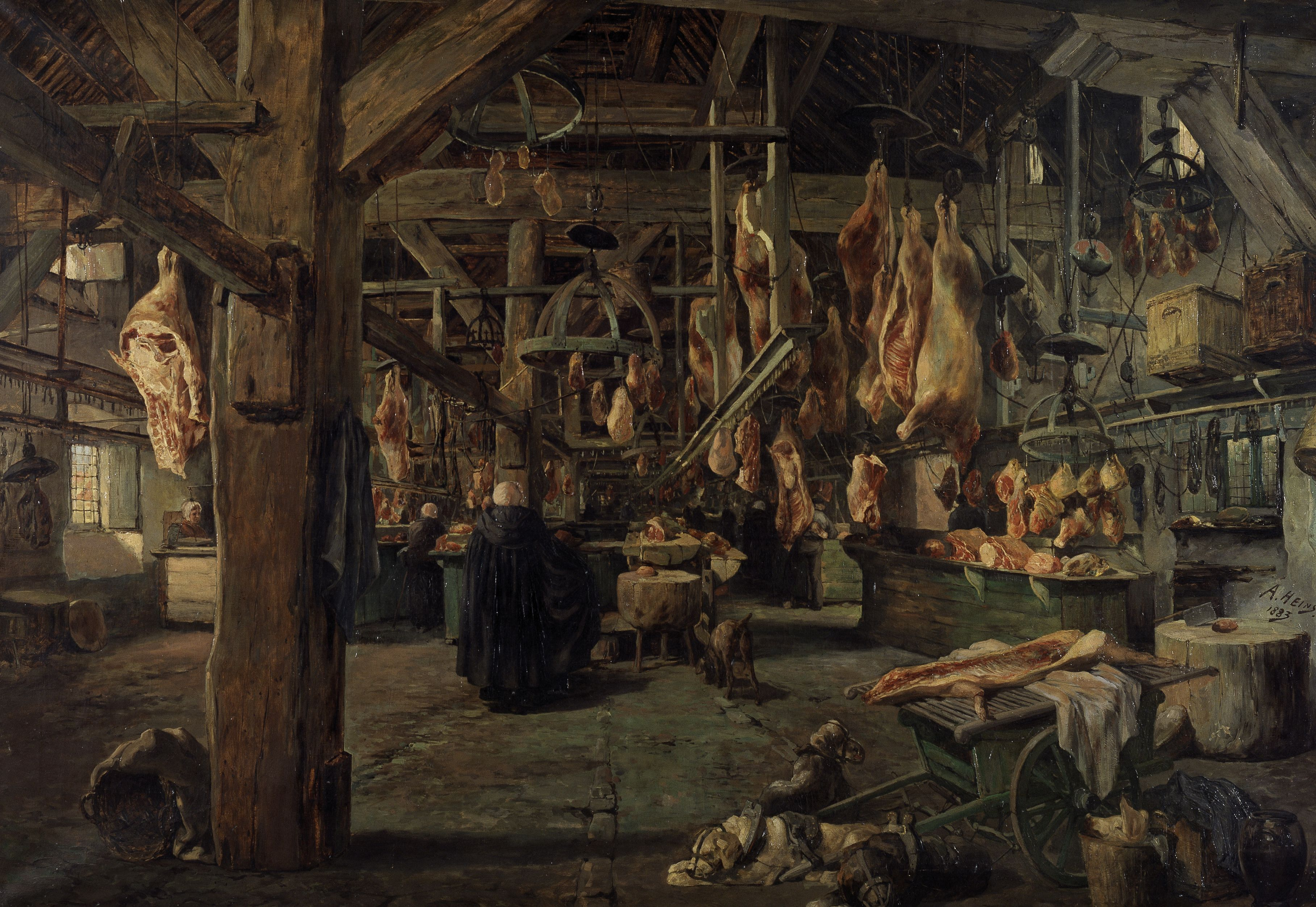
La Grande boucherie à Gand (1883).
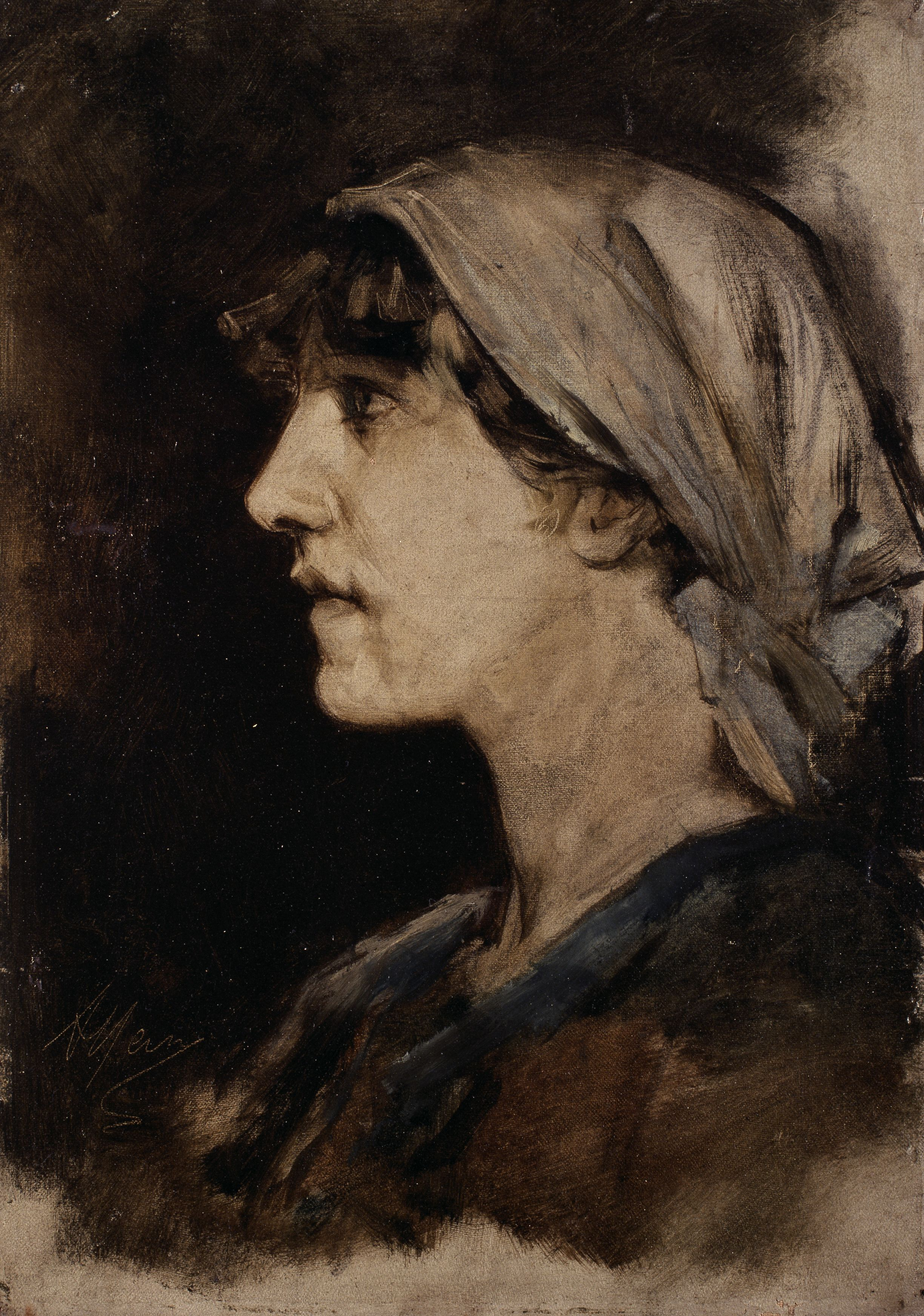
Jeune femme de profil (1927).
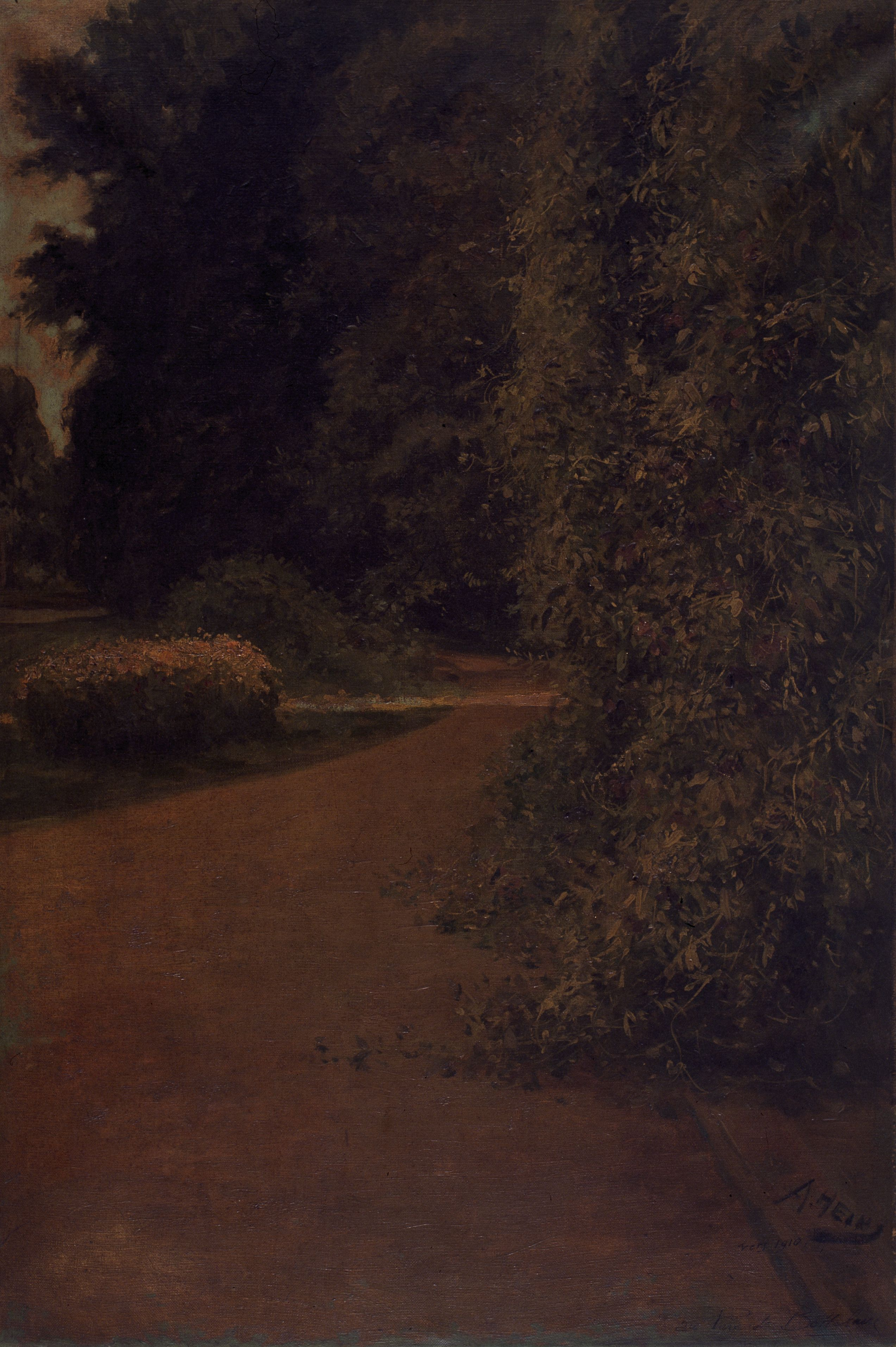
Le Parc de Bottelare à Merelbeke (vers 1910).

#### Gravures conservées au Rijksmuseum Amsterdam

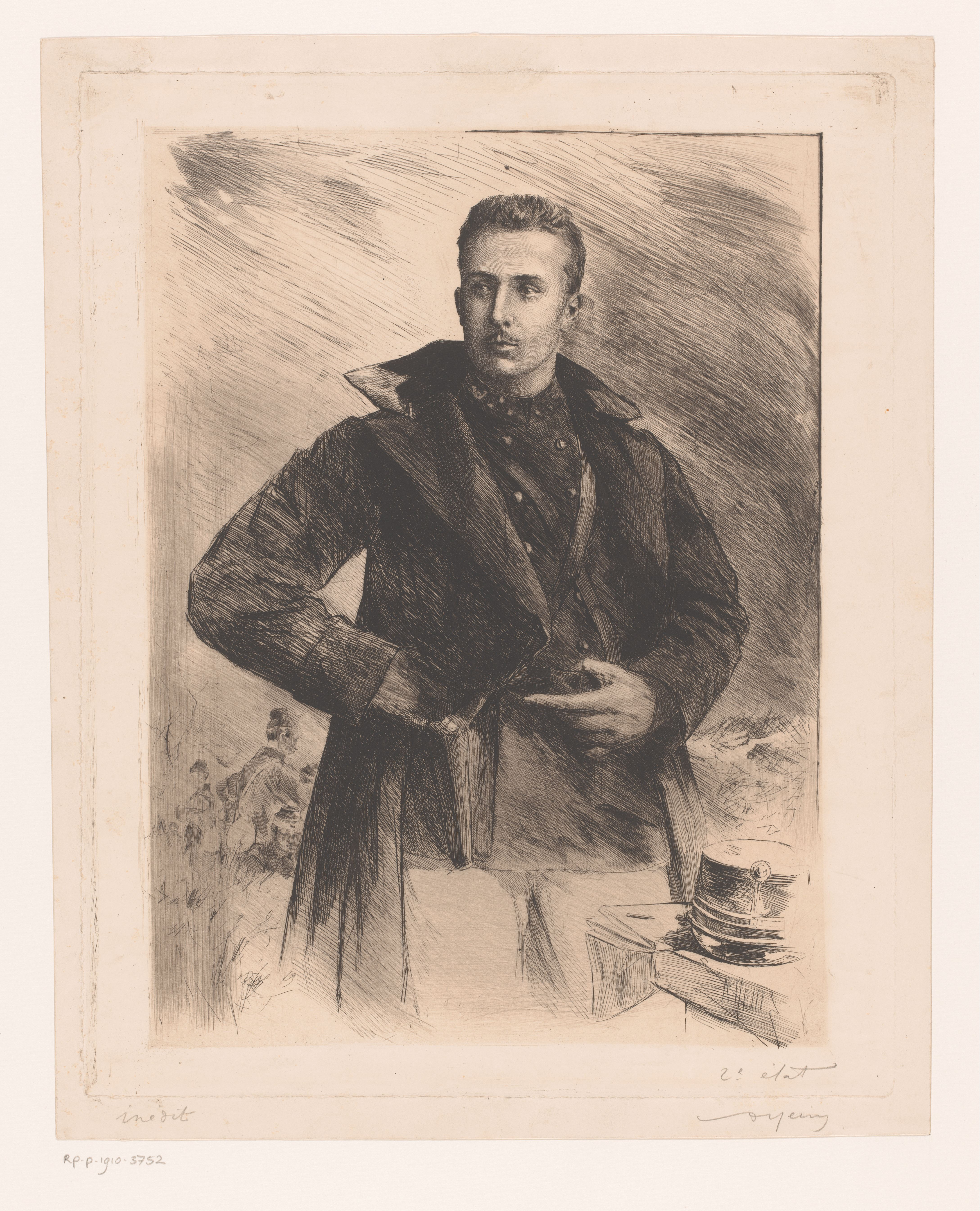
Le prince Baudouin de Belgique.
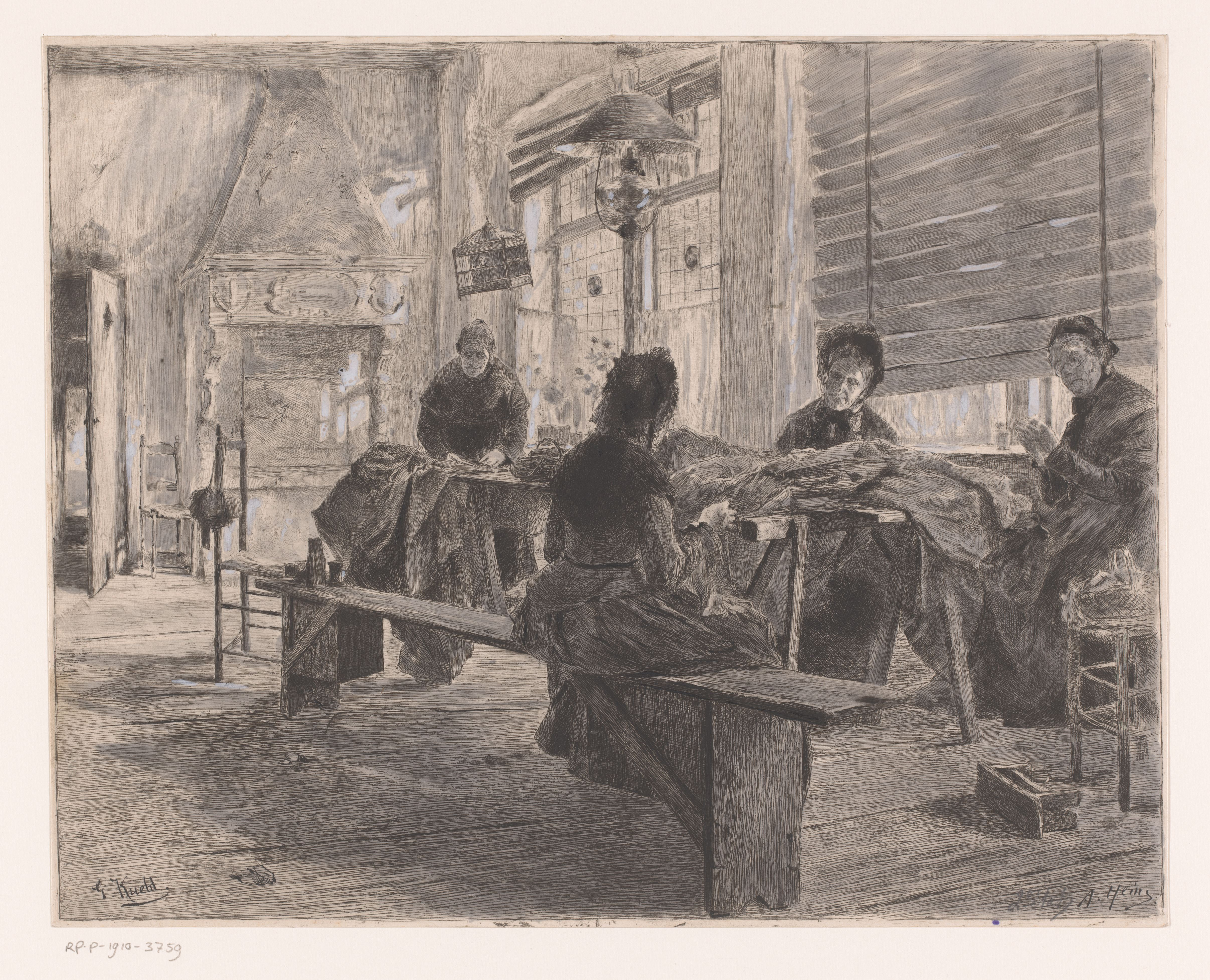
Quatre femmes au travail dans un atelier de couture (1883).
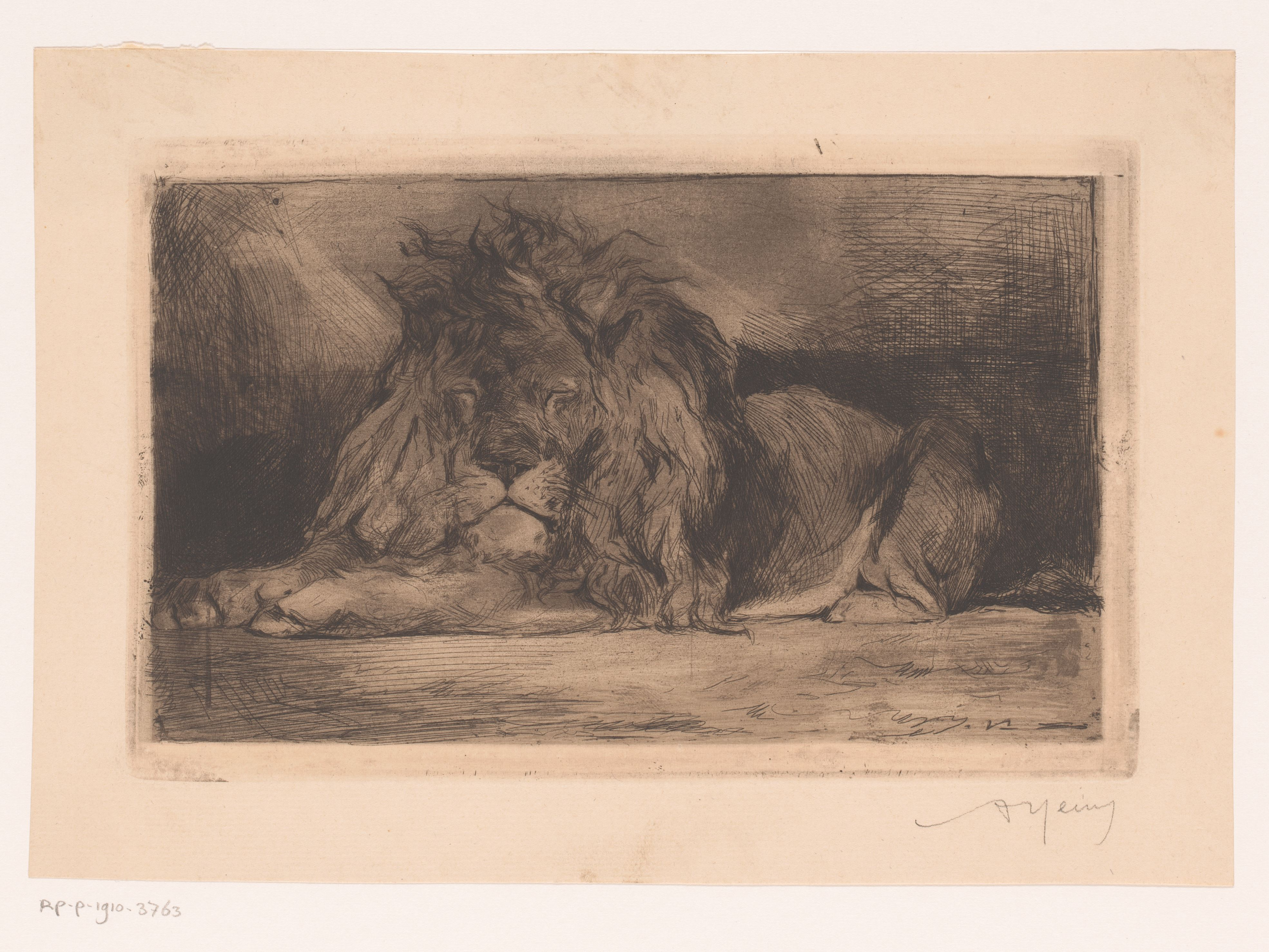
Lion couché.
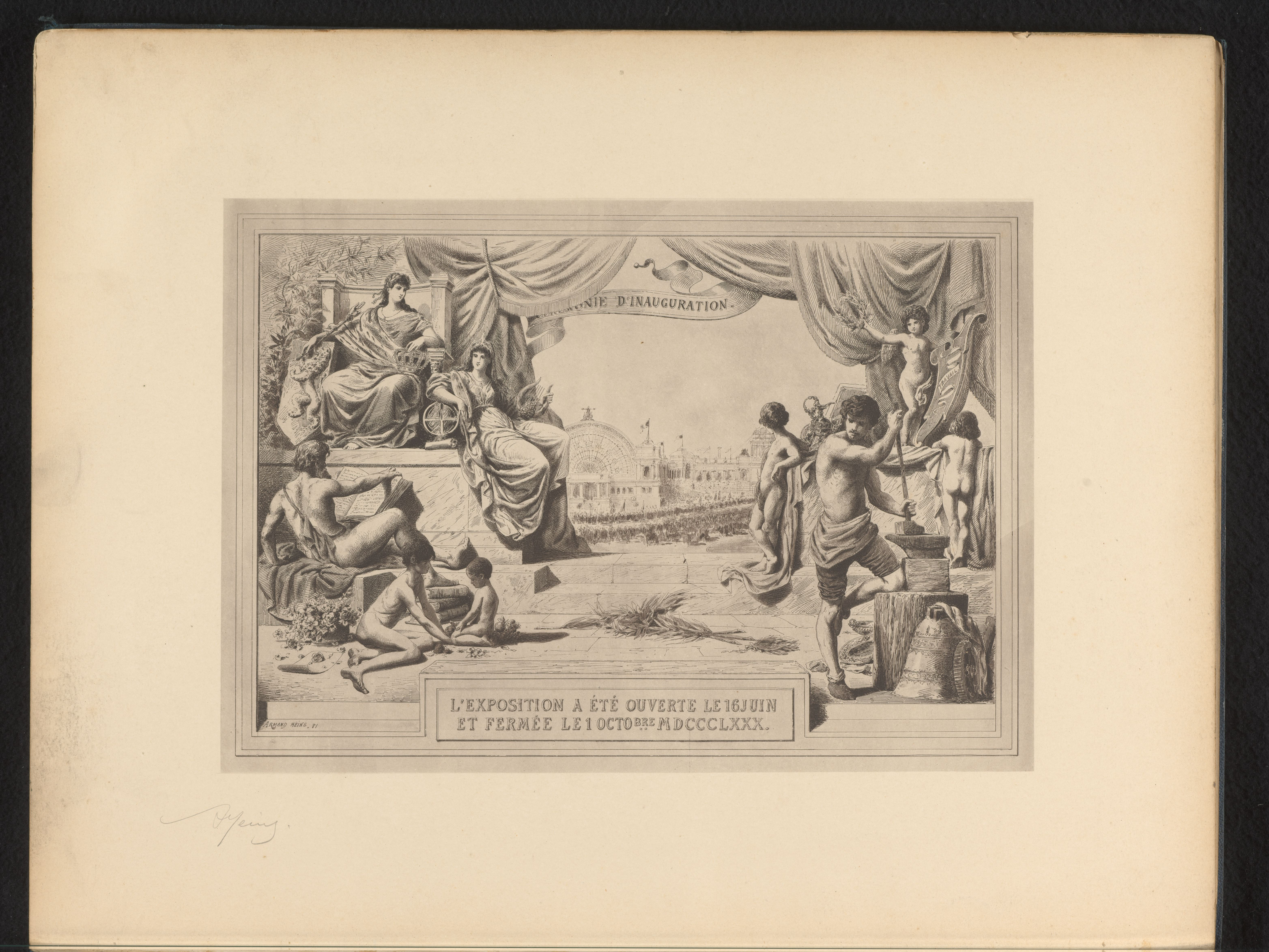
Cérémonie d'inauguration de l'exposition nationale de Bruxelles de 1880 (1881-1882).